# Saracha
Saracha es un género de plantas en la familia de las solanáceas con 72 especies que se distribuyen por los Andes.
Este género recibe el nombre de Isidoro Saracha.

## Especies seleccionadas
- Saracha acutifolia
- Saracha alata
- Saracha allogona
- Saracha jaltomata
- Saracha punctata
- Saracha quitensis

## Sinonimia
- Bellinia, Diskion, Poecilochroma